# Санта-Каталіна (острів, Сеута)
Санта-Каталіна — невеликий скелястий острів у південній частині Гібралтарської протоки Середземного моря. Він розташований за 30 м від материка (півострів Альміна). Входить до складу автономного міста Сеута в Іспанії. Постійного населення немає.